# Буркацька Галина Євгенівна
Галина Євгенівна Буркацька (17 грудня 1916, Геронимівка — 15 березня 2006, Київ) — діяч колгоспного руху, двічі Герой Соціалістичної Праці (18.05.1951, 26.02.1958). Член ЦК КПУ в 1952—1966 р. Депутат Верховної Ради СРСР 3—6-го скликань, член Президії Верховної Ради СРСР (в 1958—1962 роках). Член Центральної ревізійної комісії КПРС в 1961—1966 р.

## Життєпис
Народилась 4 (17 грудня) 1916 року в селі Геронимівка (нині Черкаського району Черкаської області) в бідній селянській родині. У 1932 році закінчила семирічну школу.
У 1933–1935 роках працювала секретарем Геронимівської сільської ради і головою Шелепухівської сільської ради Черкаського району. У 1935–1937 роках — інструктор організаційно-масового відділу Черкаської районної ради депутатів трудящих Київської області.
У 1937–1938 роках навчалася на комсомольському відділенні Українського сільськогосподарського комуністичного університету імені Артема в Харкові. Потім працювала на комсомольській роботі (комсоргом) в Солоницівській школі Харківського приміського району Харківської області.
З початком радянсько-німецької війни евакуйована до Саратовської області де в 1941–1944 роках працювала в колгоспі «Серп і Молот» Первомайського району Саратовської області.
З відвоюванням України в 1944 році повернулася до рідного села. Працювала бригадиром, з 1947 року — секретарем партійної організації, а в 1949–1967 роках — головою правління колгоспу імені Хрущова (пізніше — «Радянська Україна») села Геронимівки Черкаського району.
Член ВКП(б) з 1946 року.
1956 року заочно закінчила агрономічний факультет Української сільськогосподарської академії в Києві, де в 1967 році зробила наукову доповідь про удосконалення системи ведення господарства на прикладі приміських колгоспів. На основі доповіді їй було присвоєно звання кандидата економічних наук.
Від 1968 року — старший викладач кафедри організації праці Української сільськогосподарської академії в Києві. Член редколегії журналу «Крестьянка».

Могила Буркацької

Делегат 19—22-го з'їздів КПРС. На 22-му з'їзді КПРС обрана членом Центральної ревізійної комісії.
Померла 15 березня 2006 року. Похована в Києві на Байковому кладовищі (ділянка № 2).

## Праці
- Як ми виконуємо головне завдання в сільському господарстві. К., 1953;
- По пути крутого подъема хозяйства. М., 1964;
- Совершенствование системы ведения хозяйства. К., 1967.

## Нагороди, пам'ять
- двічі Герой Соціалістичної Праці (18.05.1951, 26.02.1958)
- два ордени Леніна (18.05.1951,)
- орден Трудового Червоного Прапора (1948)
- орден княгині Ольги II ст. (3 березня 2006) — за вагомий особистий внесок у соціально-економічний і культурний розвиток України, активну громадську діяльність, багаторічну сумлінну працю[1]
- орден княгині Ольги III ст. (7 лютого 2001) — за плідну громадську діяльність, вагомий особистий внесок у розвиток ветеранського руху[2]
- медалі
- Почесна грамота Президії Верховної Ради Української РСР (16.02.1966)

На Батьківщині встановлено бронзове погруддя. 10 вересня 2008 року відбулося відкриття меморіальної дошки на будинку в селі Геронимівка, де жила Буркацька Г. Є..